# Alistair Horne
Pour les articles homonymes, voir Horne.
Alistair Allan Horne, né le 9 novembre 1925 à Londres et mort le 25 mai 2017, est un historien et journaliste anglais, spécialiste de la France moderne.

## Biographie
Adolescent pendant la Seconde Guerre mondiale, il demeure quelques années aux  États-Unis. Il s'y lie d'amitié avec William F. Buckley, Jr.. Alistair Horne sert ensuite dans la Royal Air Force en 1943, puis comme officier dans les Coldstream Guards de 1944 à 1947. Il reprend ensuite des études et obtient un Master of Arts.
Sa carrière professionnelle, dans le civil, commence comme correspondant étranger en Allemagne pour le journal The Daily Telegraph de 1952 à 1955.
Comme historien, il consacre plusieurs études à la France contemporaine à partir des années 1960, sur des thèmes tels que la bataille de Verdun, le Siège de Paris (1870), la Commune de Paris, la percée de Sedan et la défaite de 1940, la guerre d'Algérie, la révolution française, l'empire napoléonien, etc.. Durant la guerre d'Irak, son ouvrage A Savage War of Peace: Algeria 1954-1962, paru en 1977, intéresse le commandement militaire américain, et est recommandé à George W. Bush, président des États-Unis, par son conseiller Henry Kissinger. En janvier 2007, il participe par téléphone au talk show Charlie Rose sur le réseau américain PBS. Il aurait été également invité à la Maison-Blanche pour dialoguer avec le président. Son étude historique sur la guerre d'Algérie est l'un des premiers ouvrages de synthèse consacré à ce conflit.
Il a aussi écrit la biographie d'Harold Macmillan, Premier ministre du Royaume-Uni, membre du Parti conservateur, ainsi que la biographie autorisée de  Henry Kissinger, politologue et  diplomate américain.
Sir Alistair Horne est membre honoraire du St Antony's College, à Oxford et vice-président du Cricket Club du Victoria and Albert Museum.
Il écrit deux tomes de mémoires : A Bundle from Britain, publié en 1993, chronique, notamment, de son adolescence aux États-Unis au début de la Seconde Guerre mondiale, et But What Do You Actually Do? en 2011. En 2003, il est élevé au titre de lord par la reine d'Angleterre. Il meurt à 91 ans le 25 mai 2017.

## Œuvres
- Return to Power: A Report on the New Germany. New York: Praeger, 1956.
- The Land is Bright. 1958.
- Canada and the Canadians. Toronto: Macmillan, 1961.
- The Price of Glory: Verdun 1916. New York: St. Martin's Press, 1962.
- The Fall of Paris: The Siege and the Commune, 1870-1. London: Macmillan, 1965. Revised edition: Penguin Books 2007,  (ISBN 978-0-141-03063-0).
- To Lose a Battle: France 1940. London, Macmillan, 1969.
- Death of a Generation Neuve Chapelle to Verdun and the Somme 1970
- The Terrible Year: The Paris Commune, 1871. London, Macmillan, 1971.
- Small Earthquake in Chile: A Visit to Allende's South America. London: Macmillan, 1972.
- A Savage War of Peace: Algeria 1954-1962,  Londres, Viking Press et New York Review Books (en), 1977.
- Napoleon, Master of Europe 1805-1807. London: Weidenfeld and Nicolson, 1979.
- The French Army and Politics, 1870-1970. New York: Peter Bedrick Books, 1984.
- Harold Macmillan. New York: Viking Press, 1988.
- A Bundle from Britain. New York: St. Martin's Press, 1993.
- Montgomery, David (coauteur). Monty: The Lonely Leader, 1944-1945. New York: HarperCollins, 1994.
- How Far from Austerlitz? Napoleon, 1805-1815. New York: St. Martin's Press, 1996.
- Horne, A. (ed.).Telling Lives: From W.B. Yeats to Bruce Chatwin. London: Papermac, 2000.
- Seven Ages of Paris. London: Macmillan, 2002.
- The Age of Napoleon. New York: Modern Library, 2004.
- La Belle France: A Short History. Alfred A. Knopf, 2005.
- The French Revolution, Carlton Books, 2008
- Kissinger: 1973, The Crucial Year. Simon & Schuster, June 2009.
- Hubris: The Tragedy of War in the Twentieth Century. Weidenfeld & Nicolson, 2015.

### Principales traductions en langue française
- Verdun, le prix de la gloire [The Price of Glory: Verdun 1916], trad. par R.Jouan, Paris, Presses de la Cité, 1964.
- Le Siège de Paris  [the Fall of Paris], le siège et la Commune, 1870-1871, trad. par René Jouan, Éditions Plon, 1967.
- Comment perdre une bataille [To Lose a Battle: France 1940], trad. par René Jouan, Presses de la Cité, 1969.
- Mort d'une génération : 1914-1916, l'enfer des tranchées [Death of a Generation Neuve Chapelle to Verdun and the Somme], trad. par Monique Fougerousse, Lausanne, Éditions Rencontre, 1971.
- Histoire de la guerre d'Algérie [A Savage War of Peace: Algeria 1954-1962], trad. par Yves Du Guerny en collaboration avec Philippe Bourdrel, Éditions Albin Michel,  1980.
- Histoire de la Guerre d'Algérie, trad. par Yves Du Guerny, 3e éd. rev. et corr., Éditions Albin Michel, 1987.
- Perdre une bataille : France mai 1940, trad. par René Jouan, Nouvelle éd., Éditions Plon, 1990.
- Histoire de la guerre d'Algérie, trad. par Yves du Guerny en collab. avec Philippe Bourdrel, 4e éd.,Éditions Albin Michel, 1991.
- Napoléon : il réinventa la France, trad. par Christine Rimoldy, Alvik éd., 2006.
- La Révolution française [The French Revolution], Gründ, 2009.
- Comment perdre une bataille : mai 1940, trad. par René Jouan, préface et additifs à la nouvelle édition traduits par Françoise Arnaud-Demir, Tallandier, 2010.

## Distinctions
- Prix Hawthornden (1963)
- Membre de la Royal Society of Literature (1968)
- Commander of the Order of the British Empire (1992)
- Chevalier de la Légion d'honneur (1993)
- Knight Bachelor (2003)